# 25th Hour
25th Hour és una pel·lícula estatunidenca de 2002 dirigida per Spike Lee. Els seus protagonistes són Edward Norton, Barry Pepper, Philip Seymour Hoffman i Rosario Dawson. Està basada en la novel·la The 25th Hour de David Benioff.

## Sinopsi
Monty (Montgomery) Brogan (Edward Norton) és un venedor de drogues de Manhattan condemnat a set anys de presó, que viu el seu últim dia de llibertat abans d'entrar en la presó. La condemna imposada per la justícia és de 7 llargs anys, als quals Monty no té l'esperança de sobreviure. En 24 hores repassa la seva vida i s'acomiada de tots els privilegis que va aconseguir com a narcotraficant: entrada VIP en discotecas, fama i prosperitat econòmica.
Es reuneix amb el seu pare (Brian Cox), la seva promesa Naturelle (Rosario Dawson) els seus dos millors amics de la infància, Jacob (Philip Seymour Hoffman), un tímid professor d'institut enamorat d'una de les seves alumnes, i Slaughtery (Barry Pepper), un reeixit broker de Wall Street. Els quatre joves passen la nit, l'última de Brogan, en una coneguda discoteca de la ciutat, mentre es plantegen qui pot haver-li delatat a la policia.

## Repartiment
- Edward Norton - Montgomery "Monty" Brogan
- Philip Seymour Hoffman - Jacob Elinsky
- Barry Pepper - Frank Slaugherty
- Rosario Dawson - Naturelle Riviera
- Anna Paquin - Mary D'Annunzio
- Brian Cox - James Brogan
- Tony Siragusa - Kostya Novotny
- Levan Uchaneishvili - Uncle Nikolai
- Tony Devon - Agent Allen
- Misha Kuznetsov - Senka Valghobek
- Isiah Whitlock, Jr. - Agent Flood
- Michael Genet - Agent Cunningham
- Patrice O'Neal - Khari
- Al Palagonia - Salvatore Dominick
- Aaron Stanford - Marcuse
- Marc H. Simon - Schultz
- Armando Riesco - Phelan

## Curiositats
- Tobey Maguire va adquirir els drets de la novel·la amb la intenció de protagonitzar la seva adaptació al cinema. Finalment va decidir interpretar a Spider-Man i mantenir-se com a productor de 25th Hour.[4]
- Edward Norton repeteix la paraula "fuck" 40 vegades en 5 minuts durant el seu monòleg en el bany. En el mirall d'aquest apareix escrit "Fuck you".[4]
- Edward Norton en el bany diu: "L'esclavitud es va abolir fa 137 anys, Passeu ja la puta pàgina!". El mateix Norton en American History X va dir una frase semblant "L'esclavitud va acabar fa 130 anys, Quant temps passarà perquè fem alguna cosa?"[4]
- Edward Norton esmenta en la pel·lícula el seu desig de ser la dona d'X-Men que travessa les parets. Anna Paquin, Brian Cox i Aaron Stanford van participar en les pel·lícules de X-Men.[4]
- Edward Norton va comentar que va invertir els diners guanyats amb Red Dragon en el finançament d'aquesta pel·lícula.[4]
- En els crèdits es dona les gràcies a Bruce Springsteen.[5]
- A l'escena en què Slaughtery colpeja Monty (Edward Norton) és molt semblant a l'escena de Fight Club quan Norton colpeja Angelface.
- En l'escena que segueix a la del bar, veiem a Monty i als seus tres amics arribar a Water Street, amb el Pont de Manhattan de fons, en una escena que recorda a la d'Hi havia una vegada a Amèrica.

## Premis
Globus d'Or
| Categoria                            | Receptor/a        | Resultat |
| ------------------------------------ | ----------------- | -------- |
| Globus d'Or a la millor banda sonora | Terence Blanchard | Candidat |